# Geogamasus cuneatus
Geogamasus cuneatus är en spindeldjursart som beskrevs av Wolfgang Karg 1998. Geogamasus cuneatus ingår i släktet Geogamasus och familjen Ologamasidae. Inga underarter finns listade i Catalogue of Life.